# Басюк, Станислав Иванович
Станислав Иванович Басюк (укр. Станіслав Іванович Басюк; род. 16 июня 1936, Полтава, Харьковская область) — советский и украинский футболист (вратарь) и тренер. В высшей советской лиге выступал за ЦСКА.

## Биография

### Игровая карьера
Вырос в семье футболиста, с детства во дворе играл в футбол на позиции вратаря, где роль штанг исполняли картофелины. Начал играть в футбол в родной Полтаве в команде «Искра» у тренера Юрия Винцентика. Стал одним из первых игроков образованного в 1955 местного клуба «Колхозник» (ныне «Ворскла»), где был одним из немногих коренных игроков. В 1956 выиграл с клубом Кубок УССР среди клубов КФК, после чего полтавская команда получила право играть с мастерами. После призыва в 1958 в армию играл за львовский СКВО. Здесь, во время удачного матча, когда Басюк взял пенальти и отстоял на ноль, его присмотрел специально Владимир Николаевич Никаноров, знаменитый в прошлом вратарь ЦДКА, и рекомендовал Басюка Борису Аркадьеву, в московскую армейскую команду. Так исполнилась детская мечта Басюка играть за московских армейцев.
В начале сезона 1959 был спешно на бомбардировщике Ил-4 вызван в Москву, в ЦСК МО, для замены получившего травму основного вратаря Бориса Разинского, олимпийского чемпиона 1956. Но уже в первом своём матче со ростовским СКВО (для ростовчан это также был первый матч в высшей лиге) допустил ошибку при выходе из ворот, результатом чего стал гол Понедельника и поражение. В целом за ЦСК МО играл удачно, пропустив всего 3 мяча за 4 матча. Но в четвёртом своём матче с «Зенитом» 9 мая 1959 года получил тяжёлую травму, когда бросился на мяч и взял его, а нападающий соперника на полной скорости по инерции нанёс удар ногой в голову Басюку. Басюка унесли на носилках с поля, его заменил Анатолий Гурбич, для которого этот матч также оказался последним за армейцев. Больше Басюк не выступал за московских армейцев и в высшей лиге.
Среди болельщиков поползли слухи, что получивший травму Басюк умер, так что журнал «Спортивные игры» даже делал опровержение. После годичного лечения выступал за дубль ростовского СКА, и в низших лигах за луганские «Трудовые Резервы» и родную полтавскую команду, теперь носящую имя «Колос», в составе которой в сезоне 1964 установил рекорд класса «Б»: 16 матчей на ноль. Затем играл любительский полтавский «Спутник» и закончил карьеру в «Колосе» из Акимовки Запорожской области.

### Тренерская карьера
После окончания игровой карьеры работал тренером в родной Полтаве. С 1977 по май 1980 был главным тренером «Колоса», причём с ним «Колос», бывший до прихода Басюка в кризисе, занял 3-е место на Спартакиаде УССР. В 1991 работал тренером в этом же клубе уже под современным названием «Ворскла», и более 40 лет — детским тренером, вырастил более 200 футболистов, в частности таких известных как Олега Моргуна, Александра Чижова, Евгения Похлебаева, Руслана Ротаня, Сергея Коновалова.

### После окончания карьеры
В 2010 был признан одним из 50 лучших футболистов в истории «Ворсклы» (под № 35). В 2010-х постоянно принимает участие в торжественных мероприятих с участием ветеранов «Ворсклы» и юных футболистов.

## Статистика

### Тренерская карьера
По состоянию на 16 июня 2021 года
| Клуб          | Начало работы | Окончание работы | Результаты | Результаты | Результаты | Результаты | Результаты |
| Клуб          | Начало работы | Окончание работы | И          | В          | Н          | П          | В %        |
| ------------- | ------------- | ---------------- | ---------- | ---------- | ---------- | ---------- | ---------- |
| Колос Полтава | 1 января 1977 | 31 мая 1980      | 147        | 44         | 29         | 74         | 29,93      |
| Всего         | Всего         | Всего            | 147        | 44         | 29         | 74         | 29,93      |